# Hipótesis 2R
La hipótesis 2R o hipótesis de Ohno fue enunciada por primera vez por Susumu Ohno en 1970. Es una hipótesis que suscita un encontrado debate en los campos de la genómica y la evolución molecular, y sugiere que los genomas de los linajes de los vertebrados basales sufrieron una duplicación genómica más o menos completa y por ello los vertebrados modernos reflejan una paleopoliploidía. El nombre deriva del inglés 2 rounds (dos rondas) de duplicación según la hipótesis original de 1994, y el término hipótesis 2R fue acuñado probablemente en 1999. Aún hoy en día se suele explicar la variación en el número de duplicaciones como ejemplos de la hipótesis 2R. Desde que Ohno propuso su primera versión en Evolución por duplicación génica, la hipótesis 2R ha sido objeto de muchos trabajos de investigación, pero aún después de los datos obtenidos a partir de la publicación de la secuencia del genoma humano continúa siendo materia de disputa en el mundo de la ciencia. 

## Argumentación de Ohno
Ohno presentó su primera versión de la hipótesis 2R como parte de un argumento de mayor extensión sobre la importancia de la duplicación génica en la evolución. Basándose en el tamaño relativo de los genomas, sugirió que los peces o anfibios ancestrales sufrieron uno y quizá más casos de "evolución tetraploide". Más tarde añadió a esta argumentación la evidencia de que la mayor parte de los genes parálogos de los vertebrados no mostraban ligamiento genético. Ohno exponía que se debería esperar ligamiento en el caso de duplicaciones en tándem individuales (en las que se añade un gen duplicado al original en el mismo cromosoma), pero esto no sucede en el caso de existir duplicaciones cromosómicas.

## Evidencias posteriores
La hipótesis 2R se revitalizó en los años 1990 ante las múltiples sugerencias de la existencia de duplicaciones y la datación en que pudieron tener lugar. La estimación de éstas van desde los 640 millones de años hasta los 450 Ma. Uno de los argumentos de la hipótesis se basa en la cantidad de los genes de mamíferos, que previamente se estimaba en cuatro veces el del genoma de los invertebrados (aunque estimaciones más recientes se sitúan en menos de la mitad). Algunos análisis de familias genéticas en los cromosomas humanos muestran patrones que no son consistentes con la hipótesis 2R.  
Los análisis de máxima parsimonia han producido algunos resultados que aunque no apoyan la hipótesis, no la descartan. De acuerdo con una revisión sobre el tema de Wojciech Makałowski: 

"la hipótesis de la duplicación del genoma completo en los primeros estadios evolutivos de los vertebrados tiene tantos partidarios como opositores."

Makałowski afirma que el balance global de la evidencia actual parece ir en contra, pero que no puede falsibilizar porque se puede modificar para acomodarse a un amplio rango de datos.
Otros autores, analizando las duplicaciones en el borrador de la secuencia del genoma humano afirman que éste proporciona evidencias de una "duplicación extensa" y que los test de parsimonia que ponen en duda la hipótesis son de una dudosa validez".
En una revisión de 2007 de Masanori Kasahara se dice que "ahora existen pruebas incontestables que apoyan la hipótesis 2R" y que "el largo debate sobre esta hipótesis se está aproximando a su fin".